# Latindia pectinata
Latindia pectinata är en kackerlacksart som beskrevs av Rehn, J. A. G. 1937. Latindia pectinata ingår i släktet Latindia och familjen Polyphagidae. Inga underarter finns listade i Catalogue of Life.